# Poroka na prvi pogled (Slovenija)
Poroka na prvi pogled (dansko: Gift ved første blik) je slovenska resničnostna serija, ki je prevajana na Planet TV od leta 2022 dalje. Posneta je po licenčni danski seriji v produkciji Snowman Productions Denmark.
Format serije je narejen tako, da se 6 samskih žensk in 6 samskih moških, ki so med sabo popolni neznanci, poročijo kar takoj, ko se prvič zagledajo šele pred oltarjem. Glede na želje, značajske lastnosti in prostočasne dejavnosti posameznikov so pare po svoji presoji združili trije strokovnjaki na področju odnosov: Milena Pleško, Eva Ostrušček in Timotej Strnad v 1. sezoni, Barbara Sarić, Alja Fabjan in Timotej Strnad v 2. sezoni ter Sonja Javornik, Špela Gornik in Timotej Strnad v 3. sezoni.

## Sezone
| Sezona | Sezona | Št. oddaj | Originalno predvajanje | Originalno predvajanje |
| Sezona | Sezona | Št. oddaj | Začetek sezone         | Konec sezone           |
| ------ | ------ | --------- | ---------------------- | ---------------------- |
|        | 1.     | 40        | 28. februar 2022       | 31. maj 2022           |
|        | 2.     | 42        | 12. februar 2023       | 17. maj 2023           |
|        | 3.     |           | 4. marec 2024          |                        |

## Strokovnjaki
Skozi sezone so se strokovnjaki menjali, v vsaki od sezon pa sodelujejo po trije.
| Strokovnjak    | 1. sezona | 2. sezona | 3. sezona |
| -------------- | --------- | --------- | --------- |
| Timotej Strnad |           |           |           |
| Milena Pleško  |           |           |           |
| Eva Ostrušček  |           |           |           |
| Barbara Sarić  |           |           |           |
| Alja Fabjan    |           |           |           |
| Sonja Javornik |           |           |           |
| Špela Gornik   |           |           |           |

## 1. sezona

### Poročni pari
| Št. | Par        | Kraj      | Starost | Poroka                        | Medeni tedni    | Končna odločitev      | Status  |
| --- | ---------- | --------- | ------- | ----------------------------- | --------------- | --------------------- | ------- |
| 1   | Nina       | Kranj     | 33      | Štanjel                       | Rodos           | Da                    | narazen |
| 1   | Domen      | Domžale   | 30      | Štanjel                       | Rodos           | Da                    | narazen |
| 2   | Sanela     | Ljubljana | 27      | Botanični vrt Ljubljana       | Rogaška Slatina | Ne                    | narazen |
| 2   | Andraž     | Naklo     | 25      | Botanični vrt Ljubljana       | Rogaška Slatina | Ne                    | narazen |
| 3   | Monja      | Jesenice  | 49      | Dvorec Štatenberg             | Portorož        | Ne                    | narazen |
| 3   | Janko      | Ponikva   | 45      | Dvorec Štatenberg             | Portorož        | Ne                    | narazen |
| 4   | Kate       | Ljubljana | 34      | Samostan sv. Nikolaja Ankaran | Rodos           | razhod še pred koncem | narazen |
| 4   | Sandi      | Oplotnica | 50      | Samostan sv. Nikolaja Ankaran | Rodos           | razhod še pred koncem | narazen |
| 5   | Katja      | Cerknica  | 33      | Pomol plaže Adria Ankaran     | Bled            | razhod še pred koncem | narazen |
| 5   | Aleksandar | Medvode   | 28      | Pomol plaže Adria Ankaran     | Bled            | razhod še pred koncem | narazen |
| 6   | Hajdi      | Ljubljana | 28      | Železniški muzej              | Portorož        | Da                    | narazen |
| 6   | Anže       | Tržič     | 26      | Železniški muzej              | Portorož        | Da                    | narazen |
| 7   | Danica     | Ljubljana | 43      | obrežje Ljubljanice           | Bled            | Ne                    | narazen |
| 7   | Aleksander | Ljubljana | 40      | obrežje Ljubljanice           | Bled            | Ne                    | narazen |

## Ostale mednarodne različice
Originalni format je bil leta 2013 ustvarjen na Danskem.
| Država                  | Naslov                               | Program                                          | Leto |
| ----------------------- | ------------------------------------ | ------------------------------------------------ | ---- |
| Danska (original)       | "Gift ved første blik"               | DR3 (sezona 1) DR1 (sezona 2– )                  | 2013 |
| Združene države Amerike | "Married at First Sight"             | FYI (sezona 1–3) Lifetime (sezona 4– )           | 2014 |
| Švedska                 | "Gift vid första ögonkastet"         | Sveriges Television                              | 2014 |
| Bulgarija               | "Женени от пръв поглед"              | NOVA                                             | 2015 |
| Velika Britanija        | "Married at First Sight"             | Channel 4 (sezona 1–5) E4 (sezona 6– )           | 2015 |
| Avstralija              | "Married at First Sight"             | Nine Network                                     | 2015 |
| Nemčija                 | "Hochzeit auf den ersten Blick"      | Sat.1                                            | 2015 |
| Finska                  | "Ensitreffit alttarilla"             | AVA (sezona 1–6) MTV3 (sezona 7– )               | 2015 |
| Španija                 | "Casados a primera vista"            | Antena 3                                         | 2015 |
| Brazilija               | "Casamento à Primeira Vista"         | A&E Lifetime                                     | 2015 |
| Belgija                 | "Blind Getrouwd"                     | VTM                                              | 2016 |
| Italija                 | "Matrimonio a prima vista Italia"    | Sky Uno, TV8 (sezona 1–3) Real Time (sezona 4– ) | 2016 |
| Francija                | "Mariés au premier regard"           | M6                                               | 2016 |
| Poljska                 | "Ślub od pierwszego wejrzenia"       | TVN                                              | 2016 |
| Nizozemska              | "Married at First Sight"             | RTL4                                             | 2016 |
| Južnoafriška republika  | "Married at First Sight SA"          | Lifetime                                         | 2016 |
| Madžarska               | "Házasság első látásra"              | RTL Klub                                         | 2017 |
| Nova Zelandija          | "Married at First Sight"             | Three                                            | 2017 |
| Izrael                  | "חתונה ממבט ראשון"                   | Keshet                                           | 2017 |
| Srbija                  | "Брак на невиђено" Brak na neviđeno" | RTV Pink                                         | 2018 |
| Portugalska             | "Casados à primeira vista"           | SIC                                              | 2018 |
| Hrvaška                 | "Brak na prvu"                       | RTL                                              | 2020 |
| Slovaška                | "Svatba na prvý pohĺad"              | Markíza                                          | 2020 |
| Češka                   | "Svatba na první pohled"             | TV Nova                                          | 2020 |
| Romunija                | "Casatoriti pe nevazute"             | ProTV                                            | 2021 |

## Poroka na drugi pogled
Je studijska komentatorska oddaja na samo dogajanje, predvajana enkrat tedensko. Komentatorsko omizje sestavljajo 3 stalni komentatorji ter v vsaki oddaji drug gostujoči komentator.
- 1. sezona: Špela Grošelj (voditeljica), Tanja Kocman, Milan Gačanovič "Gacho".
- 2. sezona: Špela Grošelj (voditeljica), Tanja Kocman, Miha Hercog.[5]
- 3. sezona: Špela Grošelj (voditeljica), Tanja Kocman, Miha Hercog.[6]

| Sezona | Sezona | Št. oddaj | Začetek sezone   | Konec sezone  |
| ------ | ------ | --------- | ---------------- | ------------- |
|        | 1.     | 9         | 7. april 2022    | 1. junij 2022 |
|        | 2.     | 14        | 15. februar 2023 | 18. maj 2023  |
|        | 3.     |           | 7. marec 2024    |               |